# جغرافیای تونس

موقعیت تونس در شمال آفریقا.

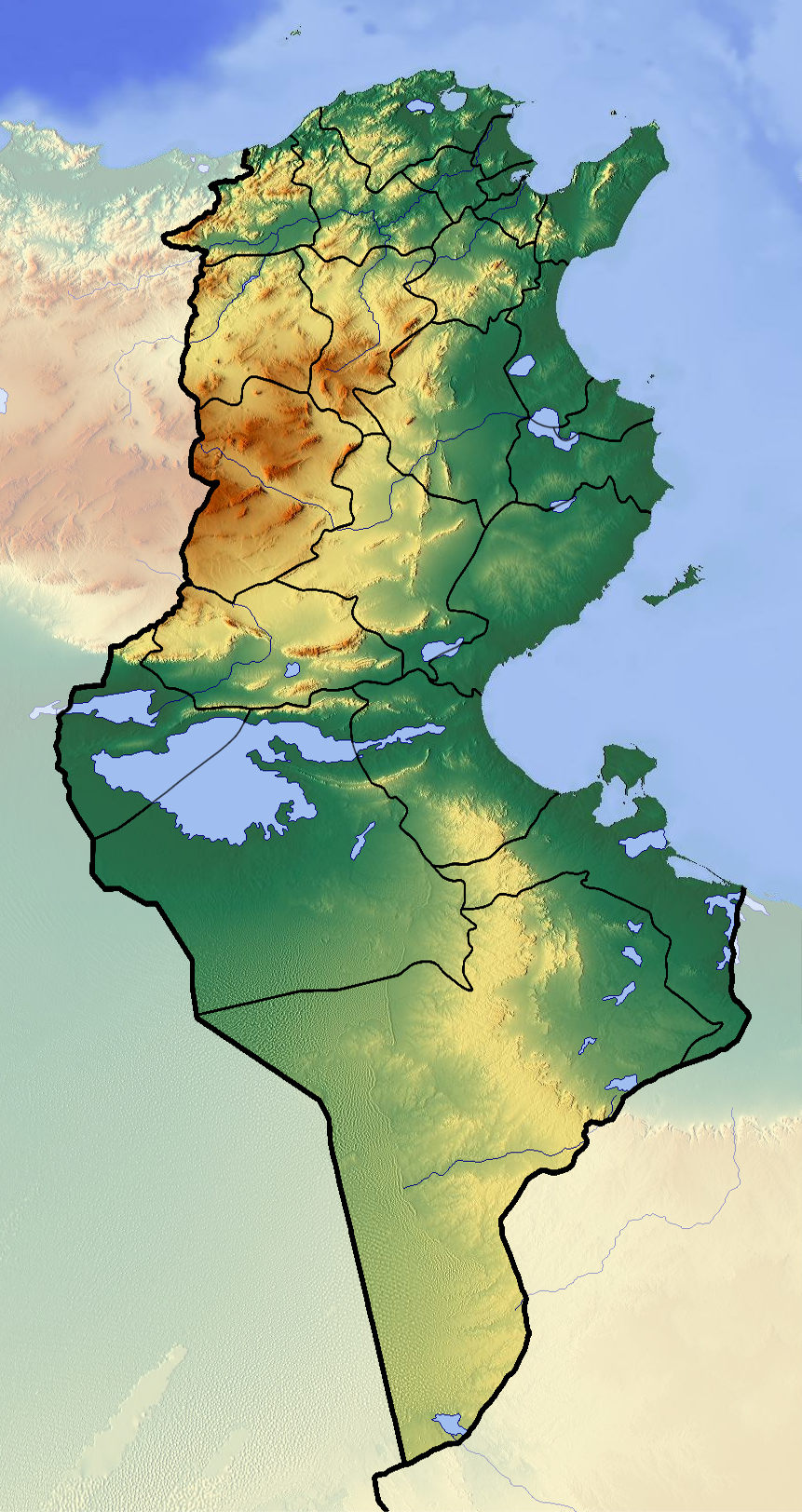
نقشه ناهمواری‌های تونس.

تونس کشوری است در شمال آفریقا در ساحل جنوبی دریای مدیترانه.
تونس از سوی غرب با الجزایر (۹۶۵ کیلومتر) و از سوی جنوب شرق با لیبی (۴۵۹ کیلومتر) هم‌مرز است. پهنای تونس در جنوب کاهش پیدا کرده و به شکل باریکه‌ای به صحرای بزرگ آفریقا وارد می‌شود.
مساحت تونس ۱۶۳٬۶۱۰ کیلومتر مربع است که ۸٬۲۵۰ آن آب است. بیشتر رودخانه‌های اصلی و قابل اعتماد در شمال کشور قرار دارند.
با وجود اندازه نسبتاً کوچک، تونس به دلیل گستردگی شمالی‌جنوبی‌اش دارای تنوع زیست‌محیطی زیادی است. پهنای شرقی‌غربی کشور محدود است. تفاوت‌های طبیعت در تونس، مانند سایر مناطق مغرب، عمدتاً تفاوت‌های محیطی شمال به جنوب است که ویژگی اصلی آن کاهش شدید بارندگی به سمت جنوب است.
بلندترین نقطه تونس کوه الشعانبی (۱٬۵۴۴ متر) است و پست‌ترین نقطه کشور در دریاچه شط الجرید قرار دارد. طولانی‌ترین رودخانه کشور رود مجرده است با ۴۵۰ کیلومتر درازا.

## جغرافیای طبیعی
شمال تونس کوهستانی است، در حالی که قسمت مرکزی این کشور دارای دشتی خشک است. قسمت جنوبی تونس نیمه‌خشک است و بخشی که وارد صحرای بزرگ آفریقا می‌شود بیابانی خشک است. تونس همچنین دارای یک دشت ساحلی حاصلخیز به نام «ساحل» در کرانه‌های خاوری مدیترانه است. این منطقه به کشتزارهای گستردهٔ زیتون خود معروف است.
این کشور در سمت شمال و شرق خود دارای سواحل پرپیچ‌وخمی است که سه خلیج یعنی خلیج تونس، خلیج حمامات و خلیج قابس را دربر می‌گیرند.
دره رودخانه مجرده که از مجموعه‌ای از آبرفت‌های حوضه‌های دریاچه‌های باستانی تشکیل شده، زمانی انبار غله روم باستان بود و تا به امروز غنی‌ترین منطقه تولید غلات در تونس باقی مانده‌است.
دشت مرطوب ساحلی در شرق، بین خلیج حمامات و خلیج قابس، منطقه اصلی کشت زیتون در کشور به‌شمار می‌آید.

## آب و هوا
آب و هوای تونس با موقعیت مکانی متفاوت است، اما شمال آن معتدل است و زمستان‌های معتدل، بارانی و تابستان‌های گرم و خشک دارد. در جنوب، آب و هوا گرم و بیابانی خشک است. پایتخت و بزرگ‌ترین شهر آن، یعنی شهر تونس، در امتداد سواحل مدیترانه واقع شده‌است و متوسط دمای پایین آن در ژانویه ۶ درجه سانتی‌گراد و میانگین دمای بالای آن، در ماه اوت ۳۳ درجه سانتی‌گراد است. به دلیل آب و هوای بیابانی گرم در جنوب تونس، شهرهای بزرگ بسیار کمی در آن منطقه از کشور وجود دارد.
دمای بسیاری از مناطق کشور توسط دریا تعدیل می‌شود، برای نمونه هوا در سوسه، در ساحل، معتدل‌تر است تا قیراون در داخله کشور. میانگین دما در سوسه در ژانویه ۷ درجه سانتی‌گراد و در اوت ۳۲ درجه سانتی‌گراد است. در حالی که در قیروان، در ژانویه ۴ درجه سانتی‌گراد و در اوت ۳۷ درجه سانتی‌گراد است. بالاترین دمای قاره آفریقا، حدود ۵۵ درجه سانتی‌گراد، در قِبلی، شهری در مرکز تونس ثبت شده‌است.‎